# Melanie Winiger

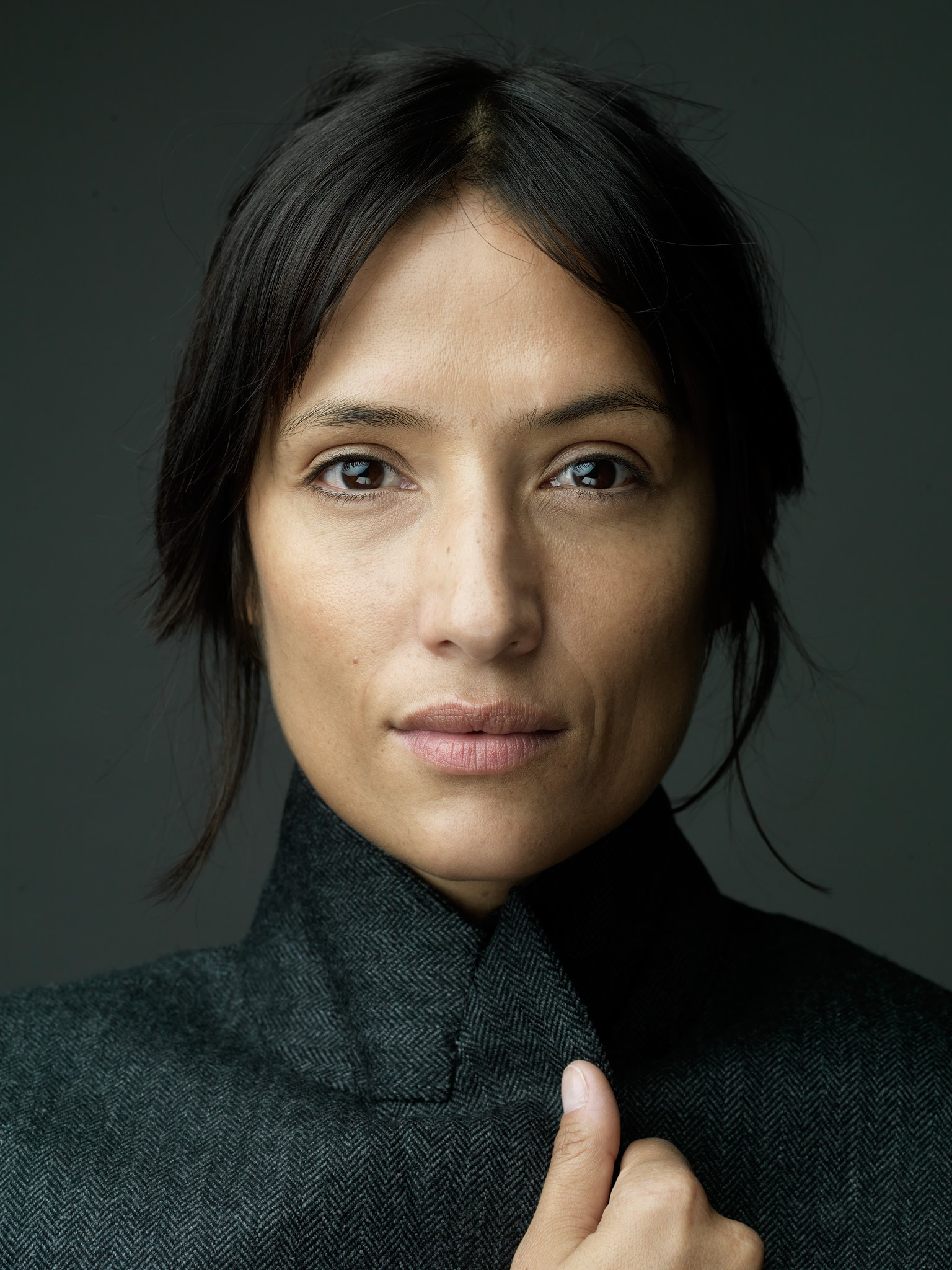
Melanie Winiger

Melanie Ann Winiger (* 22. Januar 1979 in Zürich) ist eine Schweizer Filmschauspielerin und Moderatorin, die auch als Model gearbeitet hat. 

## Leben
Melanie Winiger wuchs in Losone im Tessin auf. Sie ist dreisprachig aufgewachsen, da ihre Mutter Kanadierin mit indischen Wurzeln ist und ihr Vater Deutschschweizer. Sie bezeichnet Deutsch, Italienisch und Englisch als ihre Muttersprachen.
Während der Schulausbildung wurde sie 1996 mit 17 Jahren zur bis heute jüngsten Miss Schweiz gewählt. Sie brach die Schule ab und arbeitete als Model und als Moderatorin, unter anderem im Jahr 2000 bei den TV-Aufzeichnungen des Arosa Humor-Festivals sowie 2003 und 2006 bei der Miss-Schweiz-Wahl in ihrer Heimatstadt Locarno.
Winiger war von 2008 bis 2012 mit dem Schweizer Rapper Andres Andrekson alias Stress verheiratet. Sie hat einen Sohn (* 2002) aus einer früheren Beziehung mit Andreas Roth.  Von Mai 2017 bis September 2021 war Melanie Winiger mit Reto Ardour verheiratet. Im Herbst 2023 machte sie ihre Liebe zum 15 Jahre jüngeren Timo Todzi öffentlich.

## Film und Fernsehen
Ihr Filmdebüt hatte Winiger 2003 in der Schweizer Kinokomödie Achtung, fertig, Charlie! in der Rolle der Rekrutin Michelle Bluntschi. In den folgenden beiden Jahren besuchte sie das Lee Strasberg Theatre Institute in Los Angeles. Wieder in der Schweiz, spielte sie im TV-Sozialdrama Sonjas Rückkehr eine ernste Charakterrolle als Mörderin ihres Ehemannes, die nach sechs Jahren im Gefängnis um das Sorgerecht für ihren Sohn kämpft. Der Film wurde am 23. April 2006 im Schweizer Fernsehen ausgestrahlt.
2006 drehte sie in Los Angeles den Kinofilm Love Made Easy, in dem sie die weibliche Hauptrolle einer russischen Stripperin spielt. Im Original wird nicht Schweizerdeutsch, sondern Englisch gesprochen. Im Kinofilm Breakout, in dem auch ihr damaliger Ehemann Stress mitwirkte, spielt sie eine Jugendarbeiterin, die sich mit gewalttätigen Jugendlichen der Hip-Hop-Szene des Zürcher Stadtquartiers Schwamendingen auseinandersetzen muss. Der Film thematisiert Jugendprobleme wie Gewalt, Sex und Drogen.
2010 spielte sie in italienischer Sprache als Michaela an der Seite von Alessio Boni im Film Sinestesia von Erik Bernasconi. Melanie Winiger wurde für diese Rolle als „Beste Schauspielerin“ für den Schweizer Filmpreis Quartz nominiert. Im selben Jahr trat sie in der deutsch-schweizerischen TV-Produktion Sonntagsvierer in einer Gastrolle auf. Ende 2010 spielte Winiger als Sprachlehrerin in der deutschen Filmkomödie Resturlaub mit.
Im Herbst 2011 war sie als mordendes Bauernmädchen im ersten schweizerisch-österreichischen 3D-Film für das Kino One Way Trip an der Seite von Sabrina Reiter zu sehen. 2013 wirkte Winiger in Los Angeles in der Schweizer Komödie Who Killed Johnny (Yangzom Brauen) mit Max Loong und Carlos Leal mit.
Im deutschen TV-Zweiteiler Spuren der Rache spielte sie 2016 die Kriminelle Nazimha. In Mordkommission Istanbul verkörperte sie 2017 die Gerichtsmedizinerin Derya Günzel, in der Komödie Lommbock spielte sie die arabische Businessfrau Yasemine. 2017 stand sie auch für die zweite Staffel der europäischen TV-Serie The Team vor der Kamera. 2018 unterstützte Winiger als Executive Producer den Dokumentarfilm #femalepleasure von Barbara Miller.

## Sonstiges
Winiger führt seit über 20 Jahren als viersprachige Moderatorin durch viele Veranstaltungen im In- und Ausland. Von 2011 bis 2018 machte sie für Coop Naturaline Werbung. Von 2012 bis 2018 war sie für die Produktlinie Naturaline by Melanie Winiger als Designerin tätig.

## Filmografie

### Kinofilme
- 2003: Achtung, fertig, Charlie!, Schweizer Armeekomödie (Schweizerdeutsch)
- 2006: Love Made Easy, Roadmovie (englisch)
- 2007: Breakout, Jugenddrama (Schweizerdeutsch)
- 2009: Brandstifter, Kurzfilm (deutsch)
- 2009: Sinestesia, Tragikomödie (italienisch)
- 2011: Resturlaub, Komödie (deutsch)
- 2011: One Way Trip 3D, Horrorfilm (deutsch, französisch)
- 2013: Who Killed Johnny, Komödie (Schweizerdeutsch, Deutsch, Englisch)
- 2017: Lommbock, Komödie (deutsch)

### Fernsehfilme
- 2006: Sonjas Rückkehr, Sozialdrama (Schweizerdeutsch)
- 2008: Heldin der Lüfte, Spielfilm (Schweizerdeutsch)[8]
- 2009: Sonntagsvierer, Tragikomödie (Schweizerdeutsch)
- 2016: Spuren der Rache (Fernsehzweiteiler)
- 2017: Mordkommission Istanbul – Ein Dorf unter Verdacht
- 2017: Mordkommission Istanbul – Der verlorene Sohn
- 2017: Mordkommission Istanbul – Der letzte Gast
- 2017: Mordkommission Istanbul – Tödliche Gier
- 2017: The Team 2
- 2018: Mordkommission Istanbul – Einsatz in Thailand 1
- 2018: Mordkommission Istanbul – Einsatz in Thailand 2

## Auszeichnungen
- Miss Schweiz – Wahlen 1996: Gewinnerin
- Undine Award 2005: Nominierung als beste Filmdebütantin für Achtung, fertig, Charlie!
- SwissAward 2006: Nominierung in der Kategorie «Showbusiness»
- 2006: Fernsehpreis der Programmzeitschrift TV Star in der Kategorie «Beste Schauspielerin»
- 2010: Schweizer Filmpreis (Quartz 2010) Nominierung als «Beste Schauspielerin»